# SN 2010ei
SN 2010ei – supernowa typu IIb odkryta 12 czerwca 2010 roku w galaktyce A145408+4232. W momencie odkrycia miała maksymalną jasność 17,50m.